# Лопес, Исраэль
Исраэль Лопес Эрнандес (исп. Israel López Hernández; 29 сентября 1974, Мехико, Мексика) — мексиканский футболист, полузащитник известный по выступлениям за клубы «Толука», УНАМ Пумас и сборную Мексики. Участник Олимпийских игр 2004 года.

## Клубная карьера
Лопес начал карьеру в клубе УНАМ Пумас. В возрасте 19 лет он дебютировал в мексиканской Примере. В клубе Исраэль провёл семь лет сыграв более 250 матчей за «пум». В 2001 году он перешёл в «Гвадалахару», за которую отыграл сезон. В 2002 году Лопес присоединился в «Толуке» и помог новому клубу дважды выиграть чемпионат. В 2006 году он перешёл в «Крус Асуль», но уже по окончании сезона вернулся в «Толуку» и в третий раз стал чемпионом страны.
В 2010 году Лопес присоединился к «Некаксе». 31 июля в матче против УАНЛ Тигрес он дебютировал за новую команду.
В начале 2011 года Исраэль перешёл в «Эстудиантес Текос». 9 января в матче против своего бывшего клуба «Крус Асуль» он дебютировал за новую команду. 27 февраля в поединке против своего родного УНАМ Пумас Лопес забил свой первый гол за «Текос». Летом Исраэль перешёл в «Керетаро». 25 июля в матче против столичной «Америки» он дебютировал за новый клуб. По окончании сезона Лопес завершил карьеру.

## Международная карьера
4 июня 2000 года в товарищеском матче против сборной Ирландии Лопес дебютировал за сборную Мексики.
В 2004 году в составе олимпийской сборной Мексики Исраэль принял участие в Олимпийских играх в Афинах. На турнире он сыграл в матчах против Мали, Южной Кореи и Греции.
В 2005 году Исраэль попал в заявку национальной команды на участие в розыгрыше Золотого кубка КОНКАКАФ. На турнире он сыграл в матчах против сборных ЮАР и Ямайки.

## Достижения
Командные
 «Толука»
- Чемпионат Мексики по футболу — Апертура 2002
- Чемпионат Мексики по футболу — Апертура 2005
- Чемпионат Мексики по футболу — Апертура 2008
- Победитель Лиги чемпионов КОНКАКАФ — 2003